# 黃學科
黃學科（？—1825年），彭亨北根華人甲必丹，祖籍潮州府揭陽縣梅崗都，爲當地目前已知的六位甲必丹之一。黃學科的神主牌於1971年被發現，2020年黃學科與其夫人的墓碑在工人除草時意外出土。

## 生平
1971年，漢學家傅吾康與陳鐵凡造訪馬來西亞東海岸搜集華文文物。他們在彭亨北根的一所木屋小廟「伯公廟」發現黃學科的神主牌，上面寫有「欽授嘭哼甲大學科黃公」，但未註年份。此外他們也在伯公廟內發現一座「大唐本頭公」神位，年代爲乾隆癸未年（1763年），是廟內最古老的文物，在廟前荒廢的墓園裡也還殘存着二十幾座塚墳。隔年，傅吾康與陳鐵凡再度訪問北根，意外發現另外四位甲必丹的神位，即林子廉甲必丹（1811年－1868年） 、某甲必丹（？－1875年）、陳甲必丹（1821年－1882年），以及鄭昌俊甲必丹（1827年－1894年）。
2020年11月14日，兩位除草工人在老北根（Pekan Lama）意外挖出九座清代墓碑。這些墓碑均是刻面朝上平躺，如同走道般呈「L」字型的方式排列，僅被一層泥土及草地掩蓋，疑似在過去被作爲草地路面或界石。出土地點位於彭亨第九任州務大臣莫哈末朱索故居前的草地。其中一座即是黃學科夫婦的墓碑，上面刻有「道光五年潮州府揭陽縣梅崗都，清考甲大學科黃公妣孺人順貴施氏之墓」。根據其墓碑刻字得知，黃學科是潮州籍貫，於1825年逝世，其夫人名施順貴。隨着黃學科夫婦墓碑的出土，可知黃學科是目前北根現有記錄中最早的甲必丹，這塊墓碑也是繼瓜拉登嘉樓以外，目前馬來西亞東海岸已知最早的華人墓碑。